# 유럽 고속도로 84호선
유럽 고속도로 84호선(European route E84)은 터키의 실리브리와 케샨을 이어주는 A클래스급 간선도로로, 총연장은 163km이다. 그러나 이 고속도로는 전 구간에 걸쳐 터키 안으로만 관통되어 있고, 입사라 일대의 국경 검문소(그리스의 국경 지대)를 시점으로 하며, 케샨과 말카라, 테키르다, 마르마라 에레알리시를 거쳐 종점인 실리브리까지 이어준다. 해당 도로의 구간은 국도 제D110호선의 일원을 이룬다.

## 주요 경유지
- 튀르키예
  - 케샨(영어판) (E87, E90과의 접촉) - 테키르다 - 실리브리(영어판)(E90과의 접촉)